# Róna Emmy
Róna Emmy, névvariáns: Róna Emy, D. Róna Emmy, Emmi (Budapest, 1904. február 20. – Budapest, 1988. december 17.) magyar festő, grafikusművész, illusztrátor, érdemes művész.

## Életpályája
Róna Béla (1871–1928) író, újságíró, kritikus és Rosenfeld (Betti) Borbála gyermekeként született, polgári családba. Testvére: Róna Klára festőművész.
Az Iparrajziskolában mestere Vesztróczy Manó volt. Első rajzai 1921-ben a Színházi Élet című lapban jelentek meg. Tagja volt az Új Művészek Egyesületének (ÚME), melynek kiállításain rendszeresen szerepelt.
1925-ben testvérével, Róna Klárával volt közös kiállítása Párizsban. Itt Ady Endre, Charles Baudelaire és Paul Verlaine verseihez készült illusztrációit mutatta be. 1926-tól 1928-ig Párizsban élt, egy szatirikus lap munkatársaként karikaturákat készített és mellette a Colarossi-iskolában fejlesztette tovább rajztudását.
1928-tól ismét Budapesten élt. Grafikusként és illusztrátorként újságok, folyóiratok és könyvkiadók számára dolgozott. 1929-ben díjat nyert az Athenaeum Kiadó illusztrációpályázatán. 1929. február 2-án Budapesten házasságot kötött Dechmann Gyula hivatalnokkal, akitől 1935-ben elvált.
Az 1930-as években plakáttervezéssel is foglalkozott. Ösztöndíjasként 1934 és 1936 között Rómában Ferruccio Ferrazzinél freskófestést tanult. Tagja lett az Olasz Képzőművészeti Társulatnak, amelynek tárlatain többször szerepelt. 1939-ben grafikai díjat (arany diplomát) nyert a New York-i világkiállításon.
Legtöbben gyerekkönyv illusztrációiról ismerik, közülük is talán legismertebb Fazekas Anna: Öreg néne őzikéje című könyvéhez készített rajzai. De ugyanígy népszerűek voltak a János vitézhez, Az ezeregyéjszaka legszebb meséihez (több változatban), a Bambihoz, Arany László, Andersen, Bazsov, Grimm stb. meséihez, vagy például Tábori Piroska Dugó Dani című mesekönyvéhez készült képei is. Több mint 400 könyvet illusztrált. Rajzai, grafikái számos csoportos és egyéni kiállításon szerepeltek neves galériákban, művelődési házakban, könyvtárakban. A Magyar Nemzeti Galériában őrzik Bazsov Lidérc anyó kútja című meséihez készült illusztrációit.
Munkássága elismeréseként 1983-ban az Érdemes Művész, 1987-ben Gyermekekért díjat kapott.

## Könyvek
Az alábbi könyveket illusztrálta: (A lista nem teljes)
- Róna Emy: Anyukám képeskönyve
- Róna Emy: Egyszer volt
- Róna Emy: Bábszínház
- Jonathan Swift: Gulliver Törpeországban
- Swift: Gulliver utazásai
- Az ezeregyéjszaka legszebb meséi
- Fazekas Anna: Öreg néne őzikéje
- Petőfi Sándor: János vitéz
- Lakner Artúr: Édes mostoha
- Kiss Dénes: Vica mama
- Kiss Dénes: Bábu bál
- Ács Kató: Bendegúz, a kölyöktigris
- Szepes Mária: Gyerekcsillag
- Perolay Margit: A világszép kecskebéka
- B. Radó Lili: Segítek anyának
- Jékely Zoltán: A három törpe
- Hans Christian Andersen: A rendíthetetlen ólomkatona
- Grimm fivérek: Hófehérke és más mesék
- Grimm: Kásásfazék
- Grimm: Jankó szerencséje
- Grimm legszebb meséi
- William Makepeace Thackeray: A hiuság vására
- Alekszej Nyikolajevics Tolsztoj: Aranykulcsocska
- A varázskucsma
- A bűvös kút (orosz népmesék)
- A fakó lovacska (kazah népmesék)
- A csodálatos mag (szovjet költők versei gyerekeknek)
- Pavel Petrovics Bazsov: Aranykalács és más mesék
- Bazsov: Ezüstpatkó
- Bazsov: Kéktündér
- Bazsov: Kővirág
- Bazsov: Nagy meséskönyv
- Valentyin Petrovics Katajev: Hétszinvirág
- Marjorie Damon: Kettő a kislány
- Eleanor H. Porter: Az élet játéka
- Katharine L. OldmeadoW: A sárkányház titka
- A család tanácsadója
- Csodacsupor (Felsőtiszai népmesék)
- Szőlőszem királyfi (Magyar népmesék)
- Muzsikál a Bükk
- Arany László: Babszem Jankó
- Kisgyermekek nagy mesekönyve
- Mesemondó (válogatott mesék)
- A mesélő kert
- Kerek egy esztendő
- Tarka-barka
- Z Tábori Piroska: Dugó Dani és pajtásai
- Z Tábori Piroska: Dugó Dani Afrikában
- Z Tábori Piroska: Dugó Dani a nagyvárosban
- Z Tábori Piroska: Dugó Dani a nagyvilágban
- Z Tábori Piroska: Dugó Dani a Városligetben
- Z Tábori Piroska: Dugó Dani világgá megy
- Z Tábori Piroska: Világjáró Péter kalandjai
- Zelk Zoltán: Kecskére káposztát
- Zelk Zoltán: Száll az erdő
- Tutsek Anna: Tréfás mesék
- Tutsek Anna: Vidám Jankó kalandjai
- Tutsek Anna: Égig érő rózsafa
- L. Magyary Judit: Örökség a hegyek közt
- Farkas Katalin: Csipetke és az iskola
- Sebők Éva: Volt egyszer egy kisfiú
- Gyulai Pál: Gyermekversek
- Csányi Gyöngyi: Csibeköltögető
- Csányi Gyöngyi: Csacsi, csikó, pillangó
- Gyárfás Endre: Tücsökkaland
- Bihari Klára: A kis tündér
- Rigó Béla: Tündériskola
- Csuka Edit: Kiskutya a nagyvilágban
- Peter Herbert: Pelle állatai
- Erna Heinberg: Csitri és Vadóc/A vadóc
- Mad h.- Giraud: Zsuzsika és a jó modor
- Mykolas Sluckis: Neringa hajfonata
- Mrs. G. de Horne Vaizey: Diáklányok
- Kosáryné Réz Lola: Esti hegedűszó

## Publikációiból
Rajzai, karikatúrái többek között az alábbi lapokban jelentek meg:
- Színházi Élet
- Pest Napló
- Magyar Magazin
- Új-Magazin
- Ünnep
- Rádió Élet
- Magyar Rádió
- Örülj Velünk
- Dörmögő Dömötör
- Kisdobos
- Képes 7

## Kiállítások
- Párizs (1925)
- Nemzeti Szalon (1937; 1940)
- New York-i Világkiállítás (1939)
- Fényes Adolf Terem (1960)
- Dürer Terem (1965)
- Kulturális Kapcsolatok Intézete (1973)
- Salgótarján, Iskola Galéria (1974)
- Dunaújváros, Gyermekkönyvtár (1974)
- Zürich (1975)
- Magyar Nemzeti Galéria Műhelysorozat (1979)
- Fővárosi Szabó Ervin Könyvtár (1981, 1988)
- Kecskemét, Szórakaténusz Játékműhely és Múzeum (1984)
- József Attila Művelődési Központ, Budapest (1989 – emlékkiállítás)